# مير علي بك الثاني
مير علي بك بن حسين بك بن علي بك كان من زعماء اليزيدية، فهو الأمير الحادي عشر لشيخان وجميع اليزيديين، زوجته ميان خاتون، له منها مير سعيد بك وسليمان وبدير وهادي وحسن،
خلف أخاه مير حسين بك الثالث في زعامة اليزيديين للفترة 1899 — 1912 أو 1913.
قتل الأمير علي قتل سنة 1913، أما جده علي بيك الأول فقد قُتل سنة 1833 في منطقة شلال كلي علي بك في جبال راوندوز، وهذا الشلال يحمل اسمه.

## سيرته
كان اليزيديون يمتنعون عن الخدمة الفعلية في الجيش العثماني لأسباب دينية تمنعهم من ذلك على اعتقادهم (منها الاضطرار إلى لبس الأزرق والدخول إلى المرحاض، وهما من أشد الكفر عندهم، والعيش بين جنود مسلمين يتوقع كل آن تعوذهم من الشيطان، أو لعنتهم إياه عمداً أو بلا عمد، وسماع كلمة نعل وشط وغير ذلك من الكلمات التي ينفرون منها، فكانوا يدفعون بدلاً نقدياً كاليهود والنصارى، ولكن حكومة السلطان عبد الحميد الثاني أرادت ان تجبرهم إلى التجنيد الإلزامي، كما كانت تفعل مع سائر الفرق الإسلامية المنحرفة كالنصيرية والإسماعيلية والدروز، وغيرهم لتحققها أنهم أيضاً طائفة من المسلمين، كانوا على الدين القويم، ثم ضلوا بإغواء بعض المضلين، وأوفدت لإرشادهم نقيب ديار بكر الحاج مسعود بك فلم ينجح. وصادف أن كتب من الموصل، في ولاية عبد القادر كمالي باشا بلزوم إرسال قائد عسكري يخوّل صلاحية فوق العادة لأجل قمع العصاة والتنكيل بالعتاة وردع أرباب السلب والنهب وإصلاح ما وجب إصلاحه، فأجابت القسطنطينية إلى ذلك، وانتدبت الفريق عمر وهبي باشا لهذا الغرض، وقد حددت في الأمور الثلاثة الآتية:
أولاً - تحسين أحوال الجند، وتحصيل ما بقي من الخراج في ذمم الأهلين
ثانياً - إخضاع قبيلة شم العاصية، وإسكانها في بعض الأراضي الصالحة للزراعة والفلاحة.
ثالثاً - تهذيب اليزيدية وإرجاعهم إلى حظيرة الإسلام بأسلوب حسن وإرشاد متين.
فدخل الفريق المذكور مدينة الموصل في 5 حزيران سنة 1890م (1308 هـ) في ولاية عثمان باشا، وبدأ في إنجاز هذه المهمة، وأول ما فعله أنه اتهم أعضاء مجلس الإدارة باختلاس أموال أميرية فسجنهم مع بعض الأعيان في حبس العامة كي يخافه سواد الشعب وبعد هذا شكل لجنة تحصيلية تنظر في جميع ما تبقى على الأهالي من الديون الأميرية، فجمع في مدة قصيرة عن ثماني سنوات سالفة أموالاً طائلة بلغت 5200 ليرة ونيفاً من باقي التزام وضمان وبدل عسكري وخراج وتعداد أغنام إلى غير ذلك، وبعد فراغه من جمع الأموال، عمد إلى إخضاع العشائر العاصية من عرب وشبك، وأخذ يبذل لهم الورق والعين في سبيل إسكانهم وتدريبهم على زراعة الأراضي. ثم أحضر شيوخ القبائل والزعماء وأمرهم بتسليم ما عندهم من أسلحة فلبوا طلبه، ثم شرع في إنجاز الأمر الثالث وهو إرجاع اليزيدية إلى حظيرة الإسلام بالإرشاد المتين والأسلوب الحسن.
والظاهر ان الباشا اخفق في هذا الأمر، فأثار حفائظ الذين آلمهم بإجبارهم على تسديد ما عليهم من الديون، ومكن لفيفاً من الأجانب بالوشاية ضده لدى الباب العالي، فآل الأمر إلى عزله بعد زمن قصير.
وتفصيل الخبر انه استدعى رؤساء اليزيدية في الشيخان قلبوا دعوته، وهم يجهلون أسبابها، ولم يكن في الإمكان رفضها، لما وقع من هيبته وخوفه في قلوب الأهلين كافة، ولما قربوا المدينة خرج لاستقبالهم على رأس كتيبتين من الجند المسلح والموسيقى العسكرية، ومعه العلماء والسراة والفضلاء، حتى إذا دخلوا دار الحكومة تلا عليهم قاضي المدينة آية التوحيد فكان منهم من أطاع، وهم أمير الشيخان ميرزا بك وأخوه الصغير بديع بك وإثنان آخران من العوام، والبقية جميعهم امتنعوا فزجهم في السجن، وأخذ في تعذيبهم، وأرسل بقيادة ابنه الملازم الأول عاصم بك قوة كبيرة إلى الشيخان فنهب قصر الامارة واستولى على المقدسات والسناجق وهدم قباب الأئمة والمشايخ وأجرى في مرقد الشيخ عدي من المنكرات والموبقات ما يكل عنه الوصف، فهاج اليزيدية وماجوا، وأخذوا يفرون بدينهم وأرواحهم إلى الأماكن البعيدة.
قاوم مير علي بك الثاني الحاكم العثماني في الموصل، الجنرال فريق باشا، في محاولته أسلمة المدينة. وطالب فريق باشا (عمر وهبي باشا) اليزيديين بقبول الإسلام. رفض مير علي بك الثاني. وردًا على ذلك، أرسل فريك باشا جيشًا إلى شيخان وارتكب مذبحة ضد المدنيين. وقد دمرت العديد من القرى، ومات العديد من اليزيديين أثناء المعارك، واستولي على لالش ونهبت وأزيلت الرموز المقدسة لليزيديين، وحول معبد الشيخ عدي إلى مدرسة إسلامية.
تحول بعض اليزيديين رسميًا إلى الإسلام. ومن بينهم ميرزا بك، شقيق مير علي بك الثاني، الذي سعى بهذه الطريقة إلى إنقاذ الشعب. رفض علي بك الثاني اعتناق الإسلام، مما أدى إلى عزل السلطات العثمانية له، وتعيين ميرزا بك مكانه. وقد تعرض الزعيم اليزيدي للتعذيب المستمر، وأجبر باستمرار على المشي حافي القدمين على الأشواك، وعرض عليه المال والذهب، لكنه رفض قبول الإسلام. وبسبب سلطة علي بك بين اليزيديين، فقد قرروا عدم قتله، بل إرساله إلى المنفى إلى سيواس. طوال هذا الوقت، كانت زوجته وابنة عمه ميان خاتون بجانبه، وكانت مخلصة له دائمًا، وكانت صديقته ومستشارته.
وفي أثناء ذلك أرسل الشيخ أمين أفندي القره طاغي إلى معبد الشيخ عدي، حيث فتحت هناك مدرسة دينية، وعين له وللطلاب رواتب ، وأمره بالتدريس والإرشاد تلبية للذين اظهروا الاسلام، فقرأ على هذا المدرس بعض الأكراد المسلمين من القرى المجاورة، وبعض فقراء طلبة الموصل من سنة 1310 هـ إلى سنة 1322 هـ حيث أقنع الوالي نوري باشا الباب العالي بترك اليزيدية وشأنهم، وقبول البدل النقدي منهم كالسابق عوض الخدمة في الجيش وألغى مدرسة الشيخ عدي هذا ما كان من جهات يسار دجلة، أي شرقي الموصل وشمالها الشرقي. أما ما كان في يمينه، أو بالتعبير الأصح ما حدث في سنجار، غرب الموصل، فإن اليزيدية هناك لم يخضعوا للإصلاح، وقاتلوا كعادتهم الجيش الذي أرسله الفريق وتحصنوا في الجبال ودحروا العساكر العثمانية. ولما سار بنفسه لتأديبهم، انتهز وكلاء الدول الأجنبية في الموصل فرصة غيابه عنها، فأخبروا سفراءهم في إسطنبول.
وفي سيواس، رشى أفراد يزيديون المسؤولين العثمانيين ودعموا أميرهم قدر استطاعتهم. وقد احتج السفراء الأوروبيون على ذلك وكتبوا إلى إسطنبول، مما أدى إلى استدعاء فريق باشا وإرسال سليمان نظيف باشا، الذي كانت والدته من أصل إيزيدي، إلى الموصل بدلاً منه. أعاد الكنوز الدينية التي أخذها فيريك باشا إلى اليزيديين وأطلق سراح علي بيك الثاني ومايان خاتون. لم يغفر اليزيديون خيانة ميرزا بيك، وأطاحوا به بدورهم وأعادوا علي بيك الثاني إلى العرش.
بعد عودته من المنفى، بنى مير علي بك الثاني العديد من القلاع والحصون اليزيدية.
لفترة من الوقت، نجح مير علي بك في حماية اليزيديين من الهجمات من خلال دفع مبالغ كبيرة للعثمانيين والحاكم المسلم الجديد للموصل، نوري باشا. وبسبب هذه المدفوعات، أطلق المؤلفون العرب على مير علي بك لقب "أمير الرشوة".
وتمكن علي بيك من إقامة علاقات مع نوري باشا وقام خلال فترة حكمه بترميم العديد من المزارات اليزيدية. وكان علي بك يدفع لباشا الموصل ما بين 400 و1000 ليرة سنويا حتى يتمكن من تأليف كتاب عن اليزيديين واليزيدية، يصف عادات اليزيديين. نجح في إيقاف تجنيد اليزيديين في الجيش العثماني، كما نجح في منع تحويل لالش إلى مؤسسة تعليمية إسلامية.
وكان هدف علي بك أيضًا هو حماية اليزيديين من محاولات جرهم إلى حرب مع العثمانيين. كان له مساهمة كبيرة في حماية مكانة اليزيديين في الدولة العثمانية.
في عام 1912، جرت محاولة اغتيال للمير علي بك. قُتل علي بيك في قصره في باعذرة على يد ابن جولو من قرية المامان، الذي كان من عائلة بسمير المرتبطة بالأمراء.